# De dartele draak
De dartele draak is een stripverhaal uit de reeks van Suske en Wiske. Het werd geschreven door een scenario- en tekenteam onder leiding van Peter Van Gucht en Luc Morjaeu. Het werd gepubliceerd in De Standaard en Het Nieuwsblad vanaf 12 augustus 2008. De eerste albumuitgave was op 10 september 2008.

## Personages
In dit verhaal spelen de volgende personages een rol:
- Suske, Wiske (Wizzewis), tante Sidonia, Lambik (Lam Bik Qu), Jerom, professor Barabas, roversbende Qlep-toh Mang[1], leider Zi Nah Hu Bang, Xen Luh Lang, alchemist Queni Wah Tung en zijn dochter Jung Ding, Un Qol Bens[2], Xen Wah Dong Tung, Xen Zuh Zang, vleesetende vlinder, ratelslang, Don Qi Shot[3], Loboh Toh Mie[4], lynch-ees[5], Xen Zuh Zang (vicehoofdman van de roversbende), Poh Leh Pol[6] (kok van de roversbende), Broes Lie[7] (specialist in oosterse vechtkunsten kungfu, jiujitsu, cha quan, dimmak, Jeet Kune Do), Fiat (een tamme panda)[8], de prefect van het betoverde land Tlee Dup Mang Tung (drakenhoedster), Li-le-gord en kind Kah Dee (draken), Kem Van Yang (magiër van het betoverd bos) en zijn tamme tijger Mihoen, Qin Shi Huang (eerste keizer van China) en zijn mannen, dorpelingen.

## Locaties
Dit verhaal speelt zich af op de volgende locaties:
- België, het Oude China, boerendorpje, tempel van Hemel en Hel (op de Rode Berg voorbij de Chinese Muur in het betoverd gebied), het Rode meer, het betoverde bos, paleis van de keizer.

## Het verhaal
Tijdens het afsteken van een vuurpijl op oudejaarsavond komen Lambik, Suske en Wiske op wonderbaarlijke wijze terecht in het oude China waar ze volgens oude geschriften
verwacht worden als verlossers van een arm dorp dat ieder jaar na de oogst overvallen wordt door een roversbende. Lambik moet de roversbende ophouden en Suske en Wiske worden op pad gestuurd naar de Tempel van Hemel en Hel op de Rode berg waar zij een oplossing zullen krijgen. Ze worden begeleid door Jung Ding, de dochter van het dorpshoofd, en krijgen ingezamelde munten aan een streng mee om daarmee voor de oplossing van het probleem te betalen.
Op weg naar de tempel doet Wiske (met behulp van haar slechte ik) alle moeite om Suskes aandacht terug te krijgen, met alle problemen die daaruit voortkomen. Suske heeft namelijk te veel aandacht voor Jung Ding in haar optiek. Meerdere keren moet Jung Ding Wiske juist helpen als ze weer de aandacht opeist en redt haar van lynchees en een vleesetende vlinder. Lambik sluit zich ondertussen aan bij de roversbende na enkele Olympische sporten te hebben beoefend als test (kruisboogschieten als Robin Hood, paardendressuur en een gevecht tegen Dong Qi Sjot en Loboh Toh Mie) en verzint van alles om ze op te houden en het dorp te bereiken. Hij zorgt er onder andere voor dat de paarden in opstand komen en veroorzaakt diarree door een kruidenmengsel, maar de vicehoofdman Xen Zuh Zang vertrouwt hem niet.
Wiske veroorzaakt door haar jaloerse gedrag opnieuw problemen als ze Broes Lie uitdaagt, maar Jung Ding zorgt ervoor dat hij gezichtsverlies lijdt. Het gezicht wordt in de rugzak gestopt en de kinderen nemen het mee op reis. Later moet Wiske rennen voor een giftige zebrapad en dan besluit ze de streng met munten uit de rugzak van Suske te halen, om later als redder in nood te kunnen optreden. Bij de tempel van Hemel en Hel ontmoeten de kinderen de tamme panda Fiat en de prefect van het betoverd land, die ook drakenhoedster is. De drakenhoedster wil de dorpsbewoners wel helpen, maar heeft dan vis nodig als betaling omdat het meer niet genoeg vis heeft om de draken te voeden. Suske wil betalen, maar ontdekt dan dat de munten verdwenen zijn. Als Wiske ze wil pakken, blijkt dat ze ook niet in haar eigen tas zitten en iemand moet zich opofferen om het dorp te redden. Wiske bekent alles wat ze heeft gedaan en wil achterblijven, maar Jung Ding laat dit niet toe en offert zichzelf op voor haar dorp. Ze moet achterblijven als hulp van de visser voor de draken.
Suske en Wiske krijgen een kind van Li-le-gord mee en moeten alleen met de oplossing terug naar het dorp, wat niet zonder problemen verloopt. Kem Van Yang pakt de draak af en wil zijn tong als ingrediënt gebruiken voor een mengsel dat goud moet maken. Wiske geeft hem een ander recept en de kinderen kunnen met de draak ontkomen, voordat de ontploffing van het buskruitmengsel volgt. De mannen van de keizer nemen de kinderen en de draak mee, de keizer wil de draak gebruiken om de Steen der Wijzen te zoeken. De kinderen worden naar buiten gegooid en daar plakt Wiske het gezicht op een steen, ze ruilt deze tegen de draak. Het gezicht laat de keizer allerlei kunstjes doen en laat hem bovendien een enorme ondergrondse ruimte bouwen die vol staat met een terracottaleger.
Lambik wordt betrapt als hij een kloof vol rotsblokken gooit, en moet dit zelf opruimen. Als gevangene wordt hij naar het dorp gebracht, waar de dorpelingen inmiddels een muur hebben gebouwd doordat ze nieuwe moed hebben gekregen toen Suske en Wiske met de draak aan kwamen. Jung Dings offer mag niet voor niets zijn geweest en de dorpelingen krijgen hierdoor nieuwe kracht. Lambik kan ontkomen en helpt de dorpelingen in de strijd. Met behulp van een schimmenspel verjagen de kinderen de roversbende, maar de hoofdman is achtergebleven en bedreigt Suske. Wiske beschiet hem met een blaaspijp en door de spelden raakt hij eindelijk zijn hoofdpijn kwijt, de hoofdman is zo dankbaar dat hij vrijwillig het dorp verlaat. Het hele dorp treurt om Jung Ding als de aalscholvervisser arriveert, hij vertelt dat de draak treurig is. Hij geeft zijn aalscholver aan de vader van Jung Ding, waarna de vogel verandert in Jung Ding, en de kleine draak wordt meegegeven aan de aalscholvervisser om terug te gaan naar het Rode Meer. Uiteraard wordt dit groots gevierd door het hele dorp en 's avonds steekt Lambik een zelfgemaakte vuurpijl af die naar beneden valt en ontploft. Lambik, Suske en Wiske zijn op dezelfde wonderbaarlijke manier weer heelhuids thuis. Het lijkt of onze vrienden hun Chinese avontuur volledig vergeten zijn, alleen de draak schittert helder aan de nachtelijke hemel. Zou dit verhaal slechts een illusie geweest zijn?

## Achtergronden bij het verhaal
- In het album wordt verwezen naar Chinese gerechten, de Olympische Spelen (die in 2008 in China plaatsvonden), Chinese gebruiken en uitvindingen (buskruit, acupunctuur).
- De tempel van Hemel en Hel lijkt symbolisch, Hemel staat vaak voor waarheid en Hel voor leugens. Wiske liegt veel om de aandacht van Suske te krijgen, maar ziet na een poos toch in dat ze fout bezig is en krijgt spijt van haar daden.
- Enkele grafgiften en beelden uit het terracottaleger bezochten in 2008 het Drents Museum in Nederland en waren tot 31 maart 2009 in Maaseik te bewonderen.
- In strook 128 wordt er een brandende tak aan de staart van de tijger vastgebonden, dit idee kwam al eerder voor in de Disneyfilm Jungle Boek (gebaseerd op Het jungleboek van Rudyard Kipling). Dit gebeurde in dat verhaal bij de tijger Shere Khan.
- In oudere verhalen van Suske en Wiske kwamen "de goede ik" en "de slechte ik" meerdere keren langs om hun mening in de oren te fluisteren.

## Achtergronden bij de uitgaven
- De eerste publicatie vond plaats in de dagbladen De Standaard en Het Nieuwsblad met 2 stroken per dag vanaf 13 augustus 2008. Hieraan voorafgaand was op 12 augustus 2008 de gebruikelijke aankondiging.